# Кожарско-обувна промишленост
Кожарско-обувната промишленост е промишлен отрасъл, един от 34-те подотрасъла на преработващата промишленост в Статистическата класификация на икономическите дейности за Европейската общност под името „Обработка на кожи; производство на обувки и други изделия от обработени кожи без косъм“.
Секторът обхваща производството на обувки, първичната обработка на кожи и изработването от тях на продукти, различни от облекло – чанти, куфари, кожена галантерия, седла, камшици и други.
В България към 2019 година отрасълът има оборот от 360 милиона лева и в него работят около 13 800 души, главно в средни и малки предприятия с най-голяма концентрация в районите на София, Пловдив, Пещера и Кюстендил.